# إريك ألبرت هولمغرين
إريك ألبرت هولمغرين (بالسويدية: Erik Holmgren)‏ هو رياضياتي سويدي، ولد في 7 يوليو 1872 في Adolf Fredriks parish ‏ في السويد، وتوفي في 18 مارس 1943 في Uppsala Cathedral Assembly ‏ في السويد.